# Pusiola ampla
Pusiola ampla là một loài bướm đêm thuộc phân họ Arctiinae, họ Erebidae.